# Ecphylus topali
Ecphylus topali är en stekelart som beskrevs av Papp 1993. Ecphylus topali ingår i släktet Ecphylus och familjen bracksteklar. Inga underarter finns listade i Catalogue of Life.